# Großaugen-Sandtigerhai
Der Großaugen-Sandtigerhai (Odontaspis noronhai) ist ein nur ungenügend bekannter Hai aus der Ordnung der Makrelenhaiartigen (Lamniformes) und der Familie der Sandhaie (Odontaspididae). Der Hai lebt pelagisch in Tiefen zwischen 600 und 1000 Metern über Kontinentalabhängen und Schelfgebieten. Bisher wurde er im westlichen Atlantik bei Brasilien, im östlichen Atlantik bei Madeira und im zentralen Pazifik bei Hawaii gefangen. Ein mögliches Vorkommen bei den Seychellen ist unsicher.

## Merkmale
Männliche Großaugen-Sandtigerhaie werden maximal 3,60 Meter lang, weibliche 3,26 Meter. Die Durchschnittsgröße liegt wahrscheinlich bei 2,5 bis 3,0 Meter. Die Körperfarbe ist einheitlich braun, die äußeren Flossenränder sind, mit Ausnahme der Brustflossen, dunkel. Die Schnauze ist konisch und lang, die Spitze abgerundet, das mit mittelgroßen, dreispitzigen Zähnen besetzte Maul reicht bis hinter den Augen. Die Augen sind auffallend groß. Sie haben keine Nickhaut. Die erste Rückenflosse beginnt über dem Ende der Brustflossen, die zweite Rückenflosse liegt den Bauchflossen gegenüber. Der Schwanzflossenstiel ist an der Oberseite kurz vor dem Beginn der Schwanzflosse eingekerbt.

## Lebensweise
Da die Art in tiefem Wasser lebt, ist ihre Lebensweise und Ernährung weitgehend unbekannt. Wahrscheinlich vermehrt sie sich ovovivipar.